# Protesty w Iranie (2017–2018)
Protesty w Iranie – antyrządowe protesty o charakterze społeczno-politycznym w Iranie, rozpoczęte 28 grudnia 2017 r.
14 lipca 2015 Iran zawarł międzynarodowe porozumienie z sześcioma mocarstwami: USA, Rosją, Wielką Brytanią, Francją, Chinami oraz Niemcami dotyczące jego programu nuklearnego.
Dzięki temu Iran uzyskał zniesienie większości sankcji, co miało stać się początkiem poprawy sytuacji gospodarczej. W efekcie w trakcie swojej pierwszej kadencji prezydent Hasan Rouhani zdołał zdusić hiperinflację i zmniejszyć bezrobocie, jednak poprawa sytuacji gospodarczej nie przełożyła się na poprawę poziomu życia przeciętnych Irańczyków, w szczególności młodych. Podczas drugiej kadencji Rouhani w ramach kompromisu włączył do rządu reprezentantów konserwatystów, jednocześnie obnażając korupcję tej frakcji i ujawniając środki przeznaczane na instytucje religijne przez rządzącą kastę duchownych.
Do zamieszek dochodziło już od wiosny 2017 roku, protestowano wówczas przeciw prezydentowi Hasanowi Rouhaniemu i jego zbyt mało socjalnej polityce oraz niezrealizowaniu obietnic o powszechnym dobrobycie, dodatkowo w 2018 r. zmusiło rząd do przyjęcia budżetu oszczędnościowego, przewidującego podwyżki cen i obniżone zasiłki dla bezrobotnych w celu sfinansowania zwiększonych wydatków na wojsko i dotacje dla religijnych fundacji gospodarczych.
Protesty zostały rozpoczęte 28 grudnia 2017 r. w Meszhedzie od demonstracji przeciwko bezrobociu, korupcji i inflacji, zorganizował je przegrany rywal prezydenta Rouhaniego, Ibrahim Raisi. W trakcie protestów krytykowano także bogacących się duchownych oraz zagraniczne interwencje w Libanie, Syrii, Iraku i Jemenie. Bezpośrednią przyczyną wybuchu demonstracji były 40-procentowe podwyżki cen nabiału i drobiu. Manifestacje od początku miały gwałtowny charakter, dochodziło do palenia samochodów i budynków oraz ataków na posterunki ochotników policji i wojska. Pomimo tego liczba ofiar była według władz mniejsza niż w 2009 r., co wskazuje na mniejszą liczebność demonstracji i wynika z większej ostrożności władz.
Z czasem obejmowały coraz większą część kraju i postulaty polityczne, krytykujące korupcję, przywileje kleru, arogancję władzy, zagraniczne interwencje wojskowe i polityczne, łącznie z likwidacją islamskiej republiki, odejściem najwyższego przywódcy Alego Chameneiego i przywróceniem monarchii. W odróżnieniu od protestów z 2009 r., w zajściach z przełomu 2017 i 2018 r. brały głównie udział osoby pochodzące z prowincji i biedniejsze, przywódcami zgromadzeń nie byli też politycy ani działacze dotychczasowej liberalnej opozycji.
6 stycznia 2018 r. były prezydent Iranu Mahmud Ahmadineżad został aresztowany za podburzanie do zamieszek i osadzony w areszcie domowym, gdyż wielu demonstrantów to jego zwolennicy, którzy utracili zabezpieczenia socjalne wprowadzone za prezydentury Ahmadineżada.
7 stycznia 2018 r. sekretarz Rady ds. Ustalania Celowości Mohsen Rezaji oskarżył Kurdystan, Arabię Saudyjską i USA o inspirację protestów.